# Уэда, Харука
Харука Уэда (яп. 上田 春佳 Уэда Харука, род. 27 апреля  1988 года в Токио) – японская пловчиха. Специализируется в плавании вольным стилем на дистанциях 100 и 200 метров.
Она участвовала в двух Олимпийских играх и пяти чемпионатах мира. В индивидуальном зачёте медалей не выигрывала, но имеет бронзовую медаль за эстафету.